# Agardhiella formosa
Agardhiella formosa е вид охлюв от семейство Argnidae. Видът не е застрашен от изчезване.

## Разпространение
Разпространен е в Черна гора.

## Описание
Популацията на вида е стабилна.